# Пільвітс
Пільвітс, Пільвітіс, Пільвітус (Pilvytis, Pilnytis, Pilunitus, Pilunytis, Piluvytis, Pilunytis, Piluitus) — бог достатку та багатства в прусській та ятвязькій міфологіях. 
По «Судавській книжечці» (1563) та «Хроніки прусського краю» Бреткунаса (кінець XVI ст.), Пільвітс робить багатим та «заповнює сараї»; ототожнюється з грецьким богом багатства Плутосом та давньослов'янським Переплутом. Походження цього імені пов'язують з балто-слов'янським коренем pel- «бути повним, рясним». 
Входить в тетраду богів другого рівня прусської міфології, пов'язаних з господарськими циклами, з приватними цілями, приуроченими до сезонних обрядів, поряд з Пушкайтсом, Пергрубрюсом та Аушаутсом, якому протиставиться як бог матеріального благополуччя богу здоров'я. В останній період існування прусської міфології Пільвітс дав початок двом божествам — Пільнітісу, пов'язаному з надлишком, багатством, і Пельвіксу (Pelwihks), богу вод і боліт. 
На честь Пільвітса піднімалася заздоровні чаша з пивом та проходило моління, щоб цей бог послав країні хороший врожай.